# 永田一郎
永田 一郎（ながた いちろう、1935年 - ）は、日本の医師。

## 略歴
- 栃木県立大田原高等学校卒業。
- 千葉大学医学部医学科卒業。
- 防衛医科大学校名誉教授。
- 1972年から2007年にかけて埼玉医科大学医学部産婦人科客員教授。

## 所属
- 日本産科婦人科学会

## 受賞歴
- 第60回埼玉県医師会創立記念表彰（2007年）
- 瑞宝小綬章（2007年）